# Pierre Chanoux

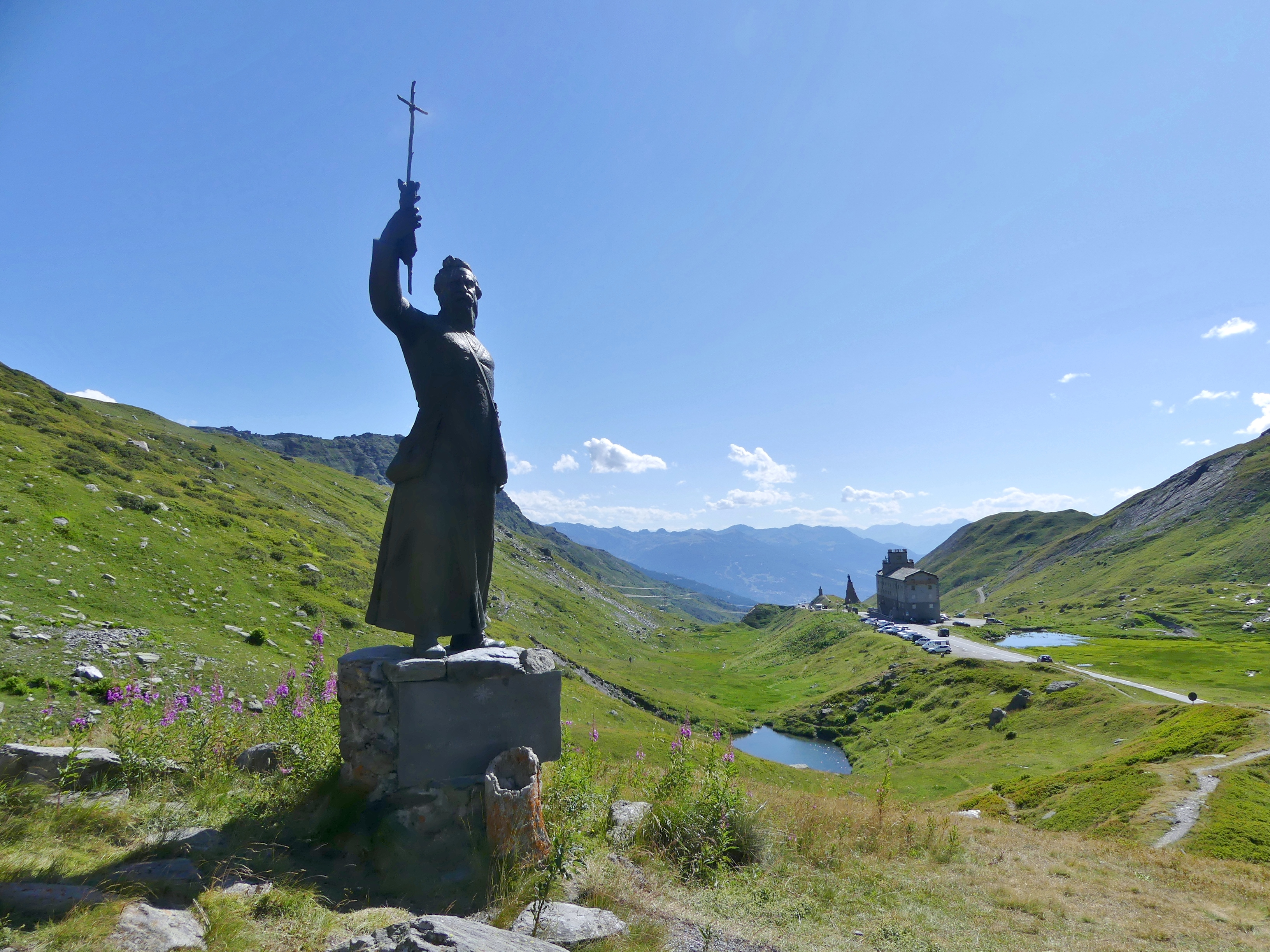
Statue von Pierre Chanoux in der Nähe des Alpenpflanzengartens am Kleinen Sankt Bernhard; im Hintergrund das Hospizgebäude an der Passstraße

Pierre Chanoux (* 3. April 1828 in Champorcher; † 10. Februar 1909 in La Thuile) war ein italienischer Geistlicher, Alpinist und Botaniker aus dem Aostatal.

## Leben
Pierre Chanoux stammte aus dem Weiler Chardonney in der Gemeinde Champorcher, die in einem Seitental des unteren Aostatals liegt. Er besuchte das Priesterseminar in Aosta und empfing dort 1855 die Priesterweihe. Danach war er als Vikar in den Pfarreien Châtillon und Valgrisenche tätig.
Im Jahr 1859 ernannte der Orden der Heiligen Mauritius und Lazarus in Turin Pierre Chanoux zum Leiter des Hospizes auf dem Kleinen Sankt Bernhardpass. Der Zweiunddreissigjährige erreichte das Hospiz am 1. Juli 1860 und blieb fast fünfzig Jahre auf diesem Posten im Gebirge. 1886 ernannte der Mauritius und Lazarus-Orden den Geistlichen zum Mauritiusritter, 1897 zum Offizier und 1905 zum Komtur.

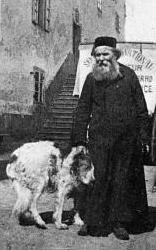
Pierre Chanoux

Als passionierter Berggänger gehörte Chanoux zu den Gründungsmitgliedern des Club Alpino Italiano, der 1863 in Turin ins Leben gerufen wurde.
Er interessierte sich für die Pflanzenwelt der Alpen und verkehrte mit Fachleuten der Gebirgsbotanik wie dem Schweizer Henry Correvon und Lino Vaccari, der in den 1890er Jahren die hochalpinen Pflanzen des Aostatals erforschte. 1869 legte Chanoux einen alpinen Küchengarten neben dem Hospiz an, und mit der Unterstützung durch Vaccari und Correvon sowie seinen jüngeren Amtsbruder Joseph-Marie Henry gestaltete er ab 1893 zwischen dem Hospizgebäude und der Passhöhe einen Alpengarten, der bald zu den größten seiner Art zählte und heute unter dem Namen Chanousia als alpine Sehenswürdigkeit bekannt ist. Pierre Chanoux plante den Schaugarten, der auf 2200 m über der Meereshöhe liegt und sich über eine Fläche von 1,5 Hektar erstreckt, im Sinne des frühen Naturschutzes als botanische Sammlung, als Bildungsort und als kulturelles Angebot für die Reisenden. 1897 wurde der Park Chanousia in Anwesenheit prominenter Botaniker und Alpinisten eröffnet.
Pierre Chanoux stand im Kontakt mit den Initianten des italienischen Naturschutzvereins Associazione Pro Montibus et Sylvis, der 1898 unter Julius Grünwald, Venedig, gegründet wurde und mit dem internationalen Verein zum Schutze und zur Pflege der Alpenpflanzen zusammenarbeitete. Anlässlich der Eröffnung des Chanousia-Gartens wurde der Verein Société de la flore valdôtaine nach einem langjährigen Unterbruch neu gegründet. 1903 besuchte die Società Botanica Italiana den Alpengarten. Als im Jahr 1807 die italienische Königin Margarethe im Hospiz des Kleinen Sankt Bernhard weilte und auch den Alpengarten von Pierre Chanoux betrachtete, verschaffte dieser prominente Besuch dem botanischen Garten und der Idee des Pflanzenschutzes allgemein eine größere Aufmerksamkeit.

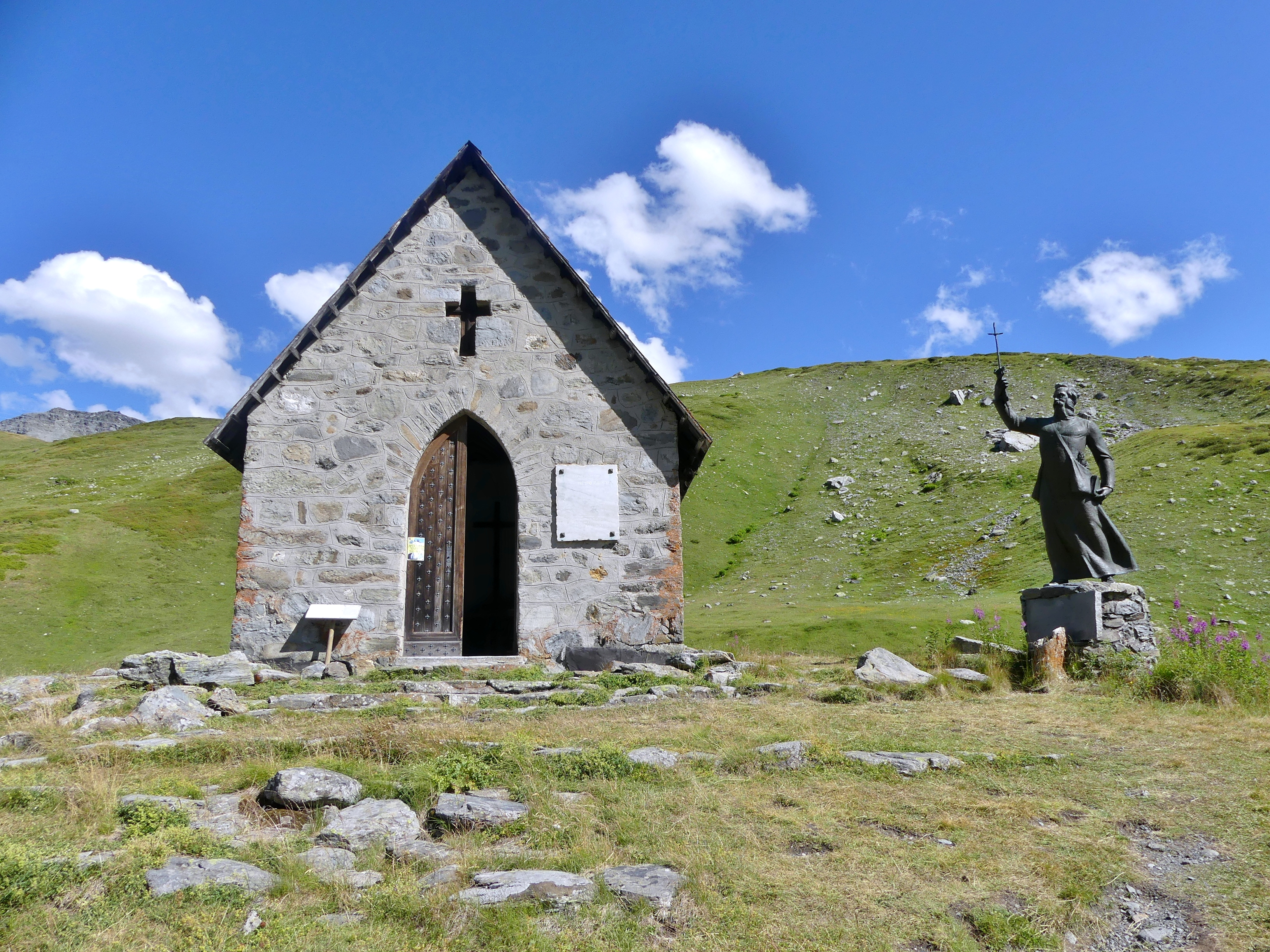
Grabkapelle des Abbé Chanoux westlich des Alpengartens Chanousia

Pierre Chanoux starb am 10. Februar 1909, mitten im Bergwinter, im Alter von 81 Jahren, im Hospiz auf dem Kleinen Sankt Bernhard, das damals zu Italien und zur Gemeinde La Thuile gehörte. Der Messagero di Roma nannte ihn in der Überschrift zu einem Nachruf Un eroe delle Alpi – «Held der Alpen». Seit 1913 liegt sein Grab in einer Bergkapelle nahe beim Alpengarten. Auch eine Statue neben diesem Gebäude und eine Reliefplakette in Champorcher erinnern an den Geistlichen und Alpenpflanzenpionier.

## Der Alpengarten nach 1909
Seit 1909 betreute Lino Vaccari, der bereits mit Chanoux zusammengearbeitet und sich eine genaue Kenntnis der Flora im Aostatal erworben hatte, den Pflanzenpark mit der Unterstützung des Mauritiusordens und der Società Italiana di Scienze Naturali. Nach Schäden durch eine Überschwemmung eines Bergbachs führten besonders die schweren Gebirgskämpfe von 1940 auf dem Kleinen Sankt Bernhard und den umliegenden Höhen während der Schlacht in den Westalpen im Zweiten Weltkrieg zur Zerstörung des Alpengartens und der dazu gehörenden wissenschaftlichen Dokumentation so wie auch des Hospizgebäudes. Seit der im Frieden von Paris 1947 vereinbarten Verschiebung der Landesgrenze zwischen Frankreich und Italien am Sankt Bernhardpass liegen das Hospiz und der Alpengarten auf dem Gebiet der savoyischen Gemeinde Seez; das Areal des botanischen Gartens gehört jedoch weiterhin der italienischen Gemeinde La Thuile. 1978 hat die Société de la flore valdôtaine den seit dem Weltkrieg verwüsteten und danach verwilderten Garten zusammen mit der  Société d’Histoire Naturelle de la Savoie und unterstützt von den Gemeinden La Thuile und Seez neu angelegt.